# 利夫雷附近埃尔塞
利夫雷附近埃尔塞（法語：Ercé-près-Liffré，法語發音：[ɛʁse pʁɛ lifʁe]）是法国伊勒-维莱讷省的一个市镇，位于该省中北部偏东，属于雷恩区。

## 地理
利夫雷附近埃尔塞（48°15'20"N, 1°31'4"W）面积15.78 平方千米，位于法国布列塔尼大區伊勒-维莱讷省，该省份为法国西北部沿海省份，位于布列塔尼半岛东部，北濒大西洋，西接阿摩尔滨海省和莫尔比昂省，南至大西洋卢瓦尔省，西南端接曼恩-卢瓦尔省，东临马耶讷省，东北与芒什省接壤。
与利夫雷附近埃尔塞接壤的市镇（或旧市镇、城区）包括：伊莱河畔沙内、加阿尔、戈内、利夫雷、圣欧班多比涅、圣欧班迪科尔米耶。

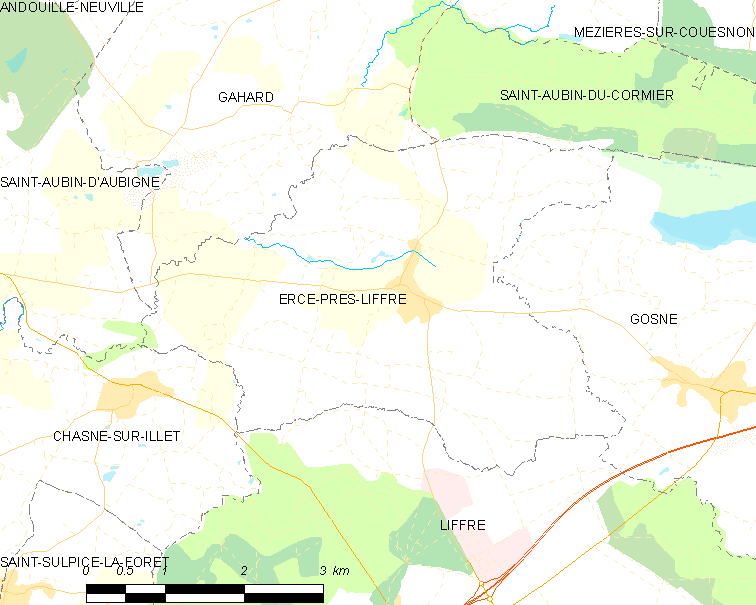
利夫雷附近埃尔塞的OSM定位图

利夫雷附近埃尔塞的时区为UTC+01:00、UTC+02:00（夏令时）。

## 行政
利夫雷附近埃尔塞的邮政编码为35340，INSEE市镇编码为35107。

## 政治
利夫雷附近埃尔塞所属的省级选区为利夫雷县。

## 人口

1962-2008年间利夫雷附近埃尔塞人口变化图示

利夫雷附近埃尔塞于2022年1月1日时的人口数量为2010人。